# تلمبة احمد أباد (بياض)
تلمبة احمد أباد (بالفارسية: تلمبه احمدآباد) هي قرية تقع في إيران في قسم بیاض الريفي. يقدر عدد سكانها بـ 28 نسمة بحسب إحصاء 2016.